# Zdětín, Prostějov
Zdětín là một làng thuộc huyện Prostějov, vùng Olomoucký, Cộng hòa Séc.